# Universitatea din Nottingham
Universitatea din Nottingham (în engleză University of Nottingham) este o  universitate de cercetare publică din Nottingham, Regatul Unit. A fost fondată ca University College Nottingham în 1881 și a primit o cartă regală în 1948. Universitatea din Nottingham face parte din elita de cercetare intensivă Grupul Russell. 
Principalul campus din Nottingham (University Park), alături de Campusul Jubilee și spitalul universitar (Queen's Medical Centre) sunt situate în orașul Nottingham, iar câteva campusuri mai mici se află în altă parte în Nottinghamshire și Derbyshire. În afara UK, universitatea are campusuri în Semenyih, Malaezia și Ningbo, China. Nottingham este organizată în cinci facultăți, în care există peste 50 de școli, departamente, institute și centre de cercetare. Nottingham are aproximativ 45.500 studenți și 7.000 de angajați și a avut un venit de 656,5 milioane de lire în anul 2017/18, din care 120,1 milioane de lire au fost din granturile și contractele de cercetare.
În 2010, Nottingham a fost clasată pe locul 13 în lume în ceea ce privește numărul de absolvenți enumerați printre Directorii din Fortune Global 500, alături de Tohoku (Japonia) și Universitatea Stanford (SUA). De asemenea, este clasată pe locul al doilea (la egalitate cu Oxford) în tabelul medaliilor câștigate de britanici la Jocurile Olimpice de Vară 2012. În GreenMetric World University Rankings din 2011 și 2014, campusul University Park a fost clasat ca fiind cel mai sustenabil campus. Absolvenții instituției au primit o varietate de premii prestigioase, printre care 3 Premii Nobel, o Medalie Fields, un Premiu Turner și un Premiu și o Medalie Gabor. Nottingham a fost clasată pe locul 11 în Marea Britanie de către 2019 QS Graduate Employability Rankings. QS Graduate Employability Rankings măsoară rata de succes a studenților în a obține un loc de muncă de top după absolvirea universității. În plus, un sondaj High Fliers din 2017 a declarat Nottingham drept a șaptea cea mai vizată universitate de către angajatorii de top din Marea Britanie între 2016-17.

## Campusuri

### Campusuri în Marea Britanie

#### Campusul University Park

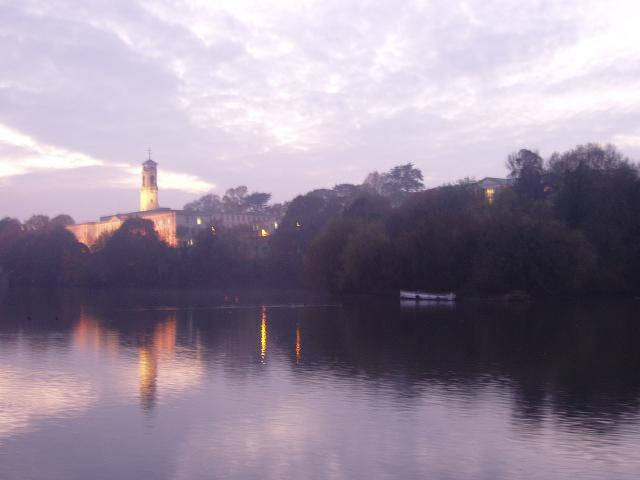
Campusul University Park, pentru care Nottingham este singura universitate care a câștigat Premoul Green Flag for Parkland Greeneyr, în fiecare an consecutiv în ultimul deceniu

Campusul University Park, la vest de centrul orașului Nottingham, ocupă o suprafață de 330 acri (1,3 km2) și este principalul campus al Universității din Nottingham. Dispus în jurul lacului și turnului cu ceas, cu un parc mare cu verdeață, University Park a câștigat numeroase premii pentru arhitectură și amenajare și a fost numit cel mai verde campus din țară.

#### Campusul Jubilee
Campusul Jubilee, proiectat de Sir Michael Hopkins, a fost deschis de Regina Elisabeta a II-a în 1999 și este la aproximativ 1,5 km de la University Park.  Investiții suplimentare de 9,2 milioane de lire în Jubilee Campus au dus la inaugurarea în 2004 a unei a doua clădiri de către Lord Sainsbury. 

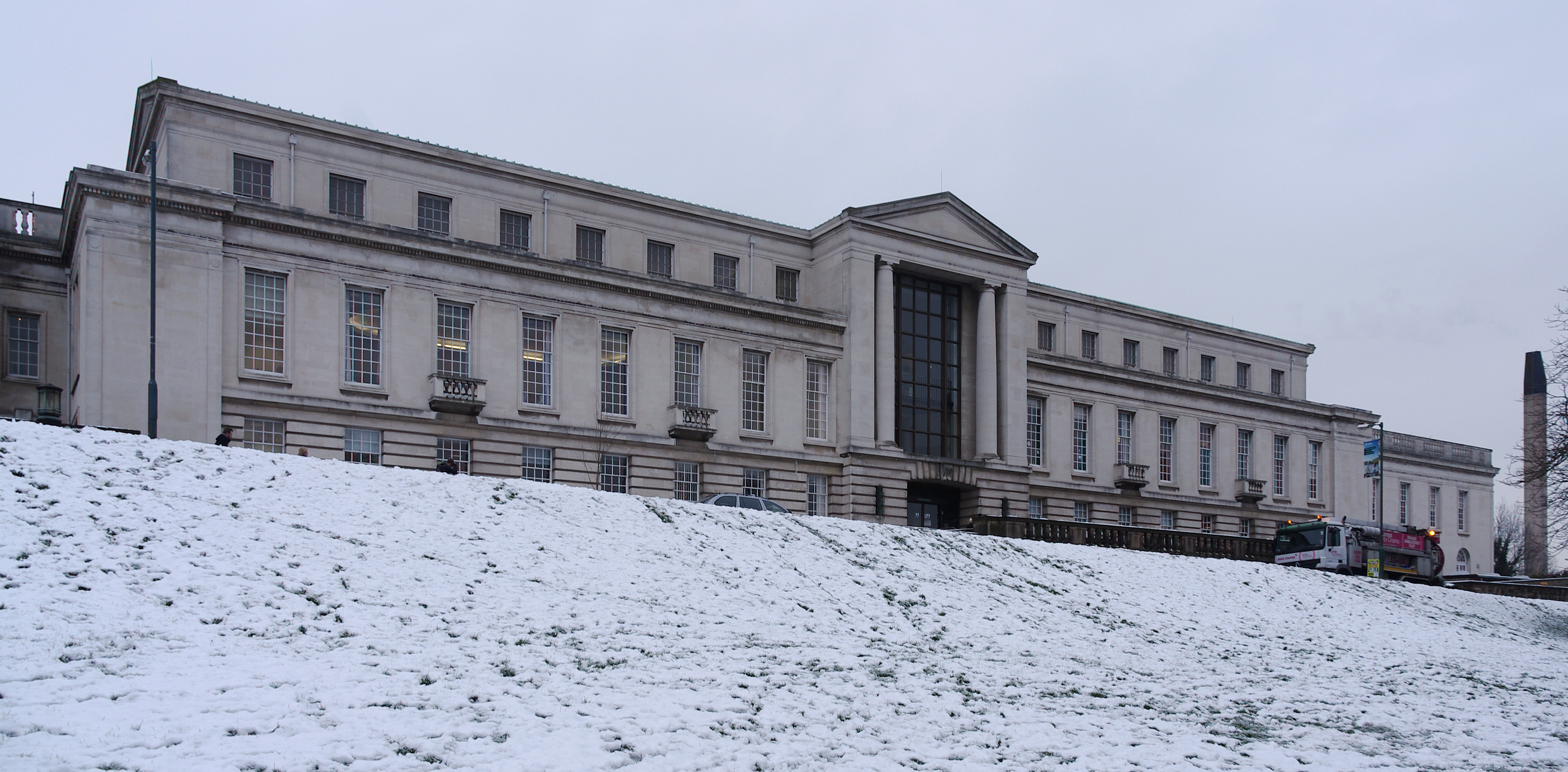
Portland Building, în care se află birourile servciilor studențești și Uniunii Studenților.

Un incendiu care s-a petrecut în septembrie 2014 a distrus clădirea GlaxoSmithKline care era în construcție, dar aceasta a fost reconstruită și inaugurată oficial în 2017.

### Campusuri internaționale

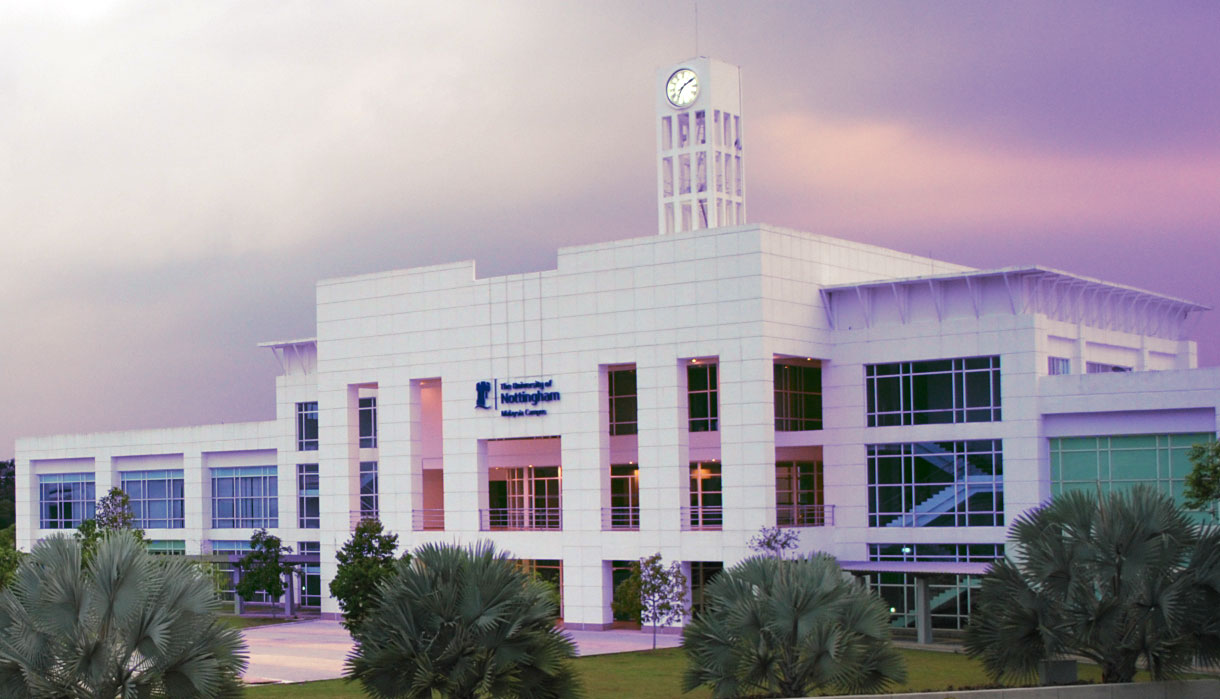
Universitatea din Nottingham, campusul din Malaezia

Ca parte a strategiei de dezvoltare, Nottingham a creat campusuri internaționale. Prima etapă în această strategie a fost înființarea în anul 1999 a unui campus în Semenyih, Selangor, Malaezia, la o distanță scurtă de la Kuala Lumpur. Acesta a fost urmat în 2004 de un campus în Ningbo, Provincia Zhejiang, China.

## Controverse
Pe 14 mai 2008, Hicham Yezza, membru al universității, și Rizwaan Sabir, student la doctorat, au fost arestați la Universitatea din Nottingham și au fost reținuți timp de șase zile în temeiul Terrorism Act 2000. Universitatea a anunțat poliția după ce a găsit o versiune editată a manualului de formare al-Qaeda care era folosită de student pentru cercetările sale. Amândoi au fost eliberați ulterior fără acuzații de terorism. În septembrie 2011, Rizwaan Sabir a primit 20.000 de lire sterline ca despăgubire pentru sechestrarea de către Nottinghamshire Police.
Universitatea a fost criticată după ce singurul profesor implicat în studii ale terorismului din cadrul instituției, Rod Thornton, a decis că, din cauza lipsei de îndrumare din partea universității în ceea ce privește poziția instituției privind posesia de publicații teroriste, el nu mai este dispus să riște posibila arestare doar pentru că predă cursuri de studii ale terorismului la universitate, deși va continua în alte responsabilități. Ca urmare, studii ale terorismului nu mai sunt predate la Universitatea din Nottingham.

## Persoane notabile

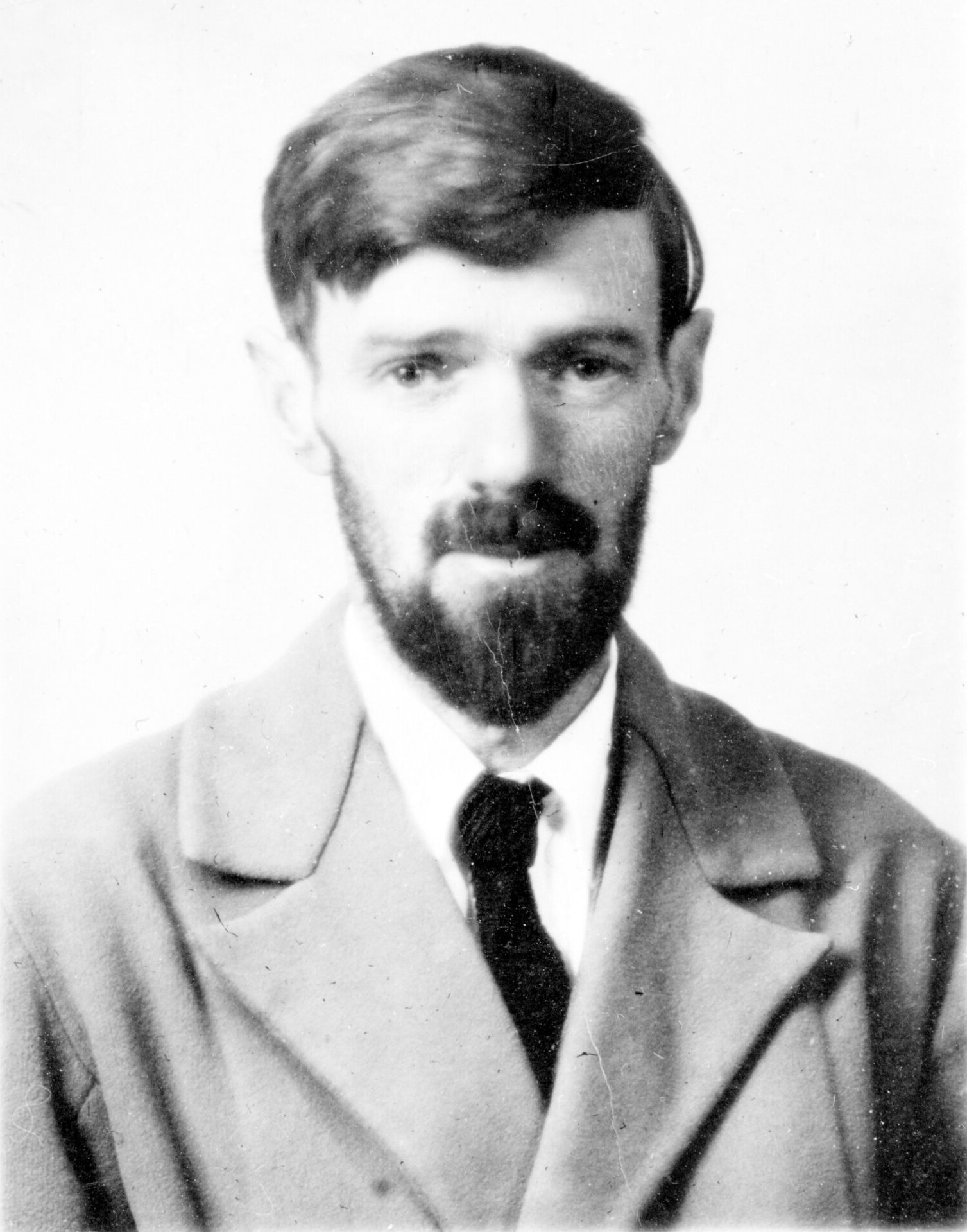
D. H. Lawrence, prozator
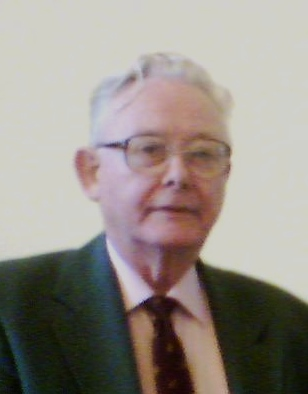
Peter Mansfield, fizician care a primit în 2003 Premiul Nobel pentru fiziologie sau medicină
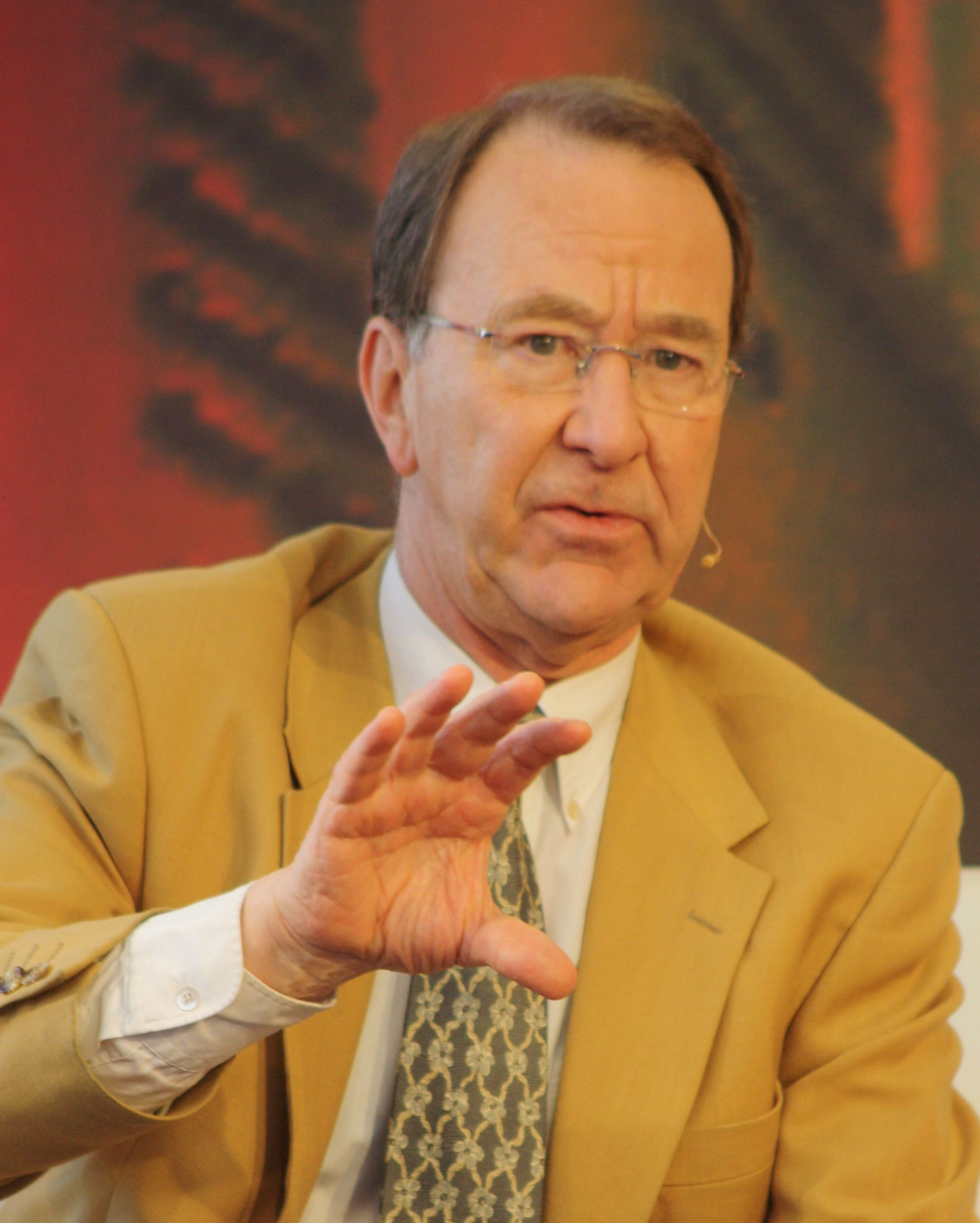
Sir Ian Kershaw, istoric, unul dintre experții mondiali cu privire la Adolf Hitler și la al Treilea Reich
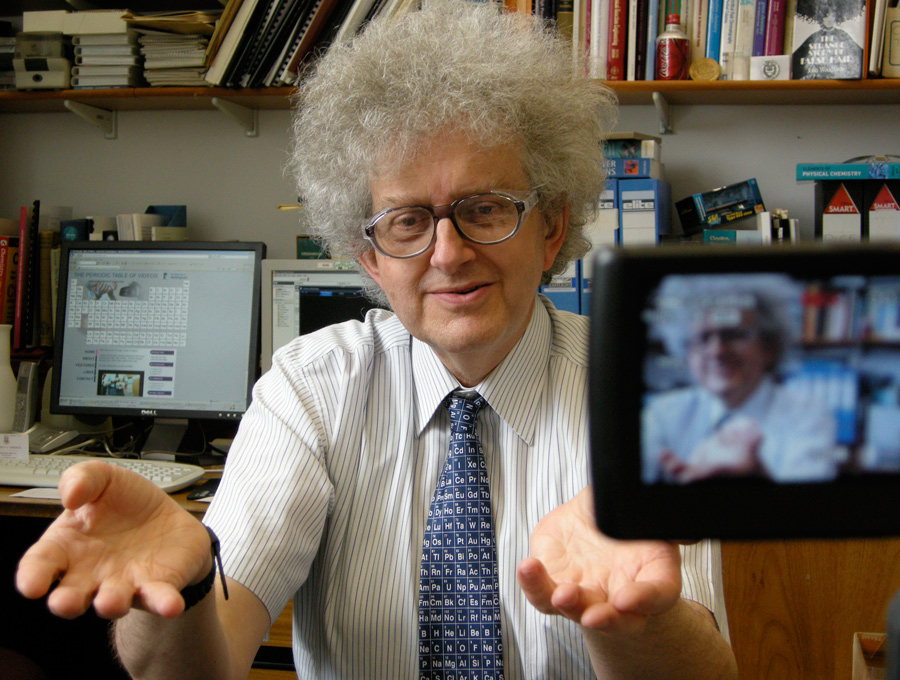
Sir Martyn Poliakoff, profesor de chimie și cunoscut pentru rolul său principal în Tabelul Periodic al Videoclipurilor
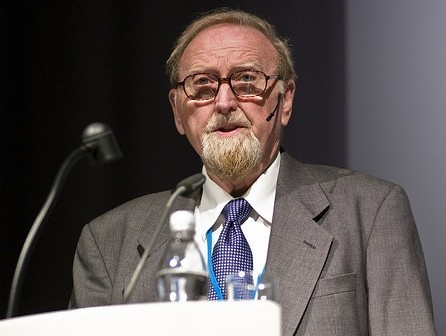
Sir Clive Granger, economist care a primit Premiul Nobel pentru științe economice în 2003

Universitatea a fost asociată cu mai mulți absolvenți și membri ai personalului în diferite discipline. 
Câștigători ai Premiului Nobel sau Medaliei Fields:
- Sir Clive Granger – Premiul Nobel pentru Economie
- Sir Peter Mansfield – Premiul Nobel pentru Fiziologie sau Medicină pentru contribuțiile la Imagistica prin Rezonanță Magnetică
- Andre Geim – fizician laureat al Premiului Nobel
- Caucher Birkar – matematician câștigător al Medaliei Fields.

Academicieni: 
- Sir Arthur Elijah Truman – geolog,
- Milton Wainwright – microbiolog,
- Sir Keith O'Nions – ex-președinte și rector al Imperial College London,
- Jeremy Lawrance – profesor de studii în Secolul de Aur[19],
- Ivy Pinchbeck – istoric economic și social de femei,
- Helen Willetts – meteorolog,
- Sir Martyn Poliakoff – Profesor de chimie, apare în Tabelul Periodic al Videoclipurilor,
- Stewart Adams – contribuitor la dezvoltarea ibuprofenului,
- Sir Ian Kershaw – istoric,
- Adrian Mann – Profesor
- Sophie Harker – ingineră, câștigătoare a Premiului Young Women Engineer of the Year Award 2018 și Medaliei Sir Henry Royce.

În arte: 
- Hannah Reid și Dan Rothman din London Grammar – trio pop britanice,
- membrii Don Broco – trupă britanică de rock,
- Andrew Grima – designer de bijuterii,
- Graham Dury – caricaturist,
- Haydn Gwynne – actriță,
- D. H. Lawrence – scriitor,
- John Peel – scriitor,
- Ruth Wilson – actriță,
- Theo James – actor.

În afaceri: 
- David Ross – co-fondator al The Carphone Warehouse,
- Kweku Adoboli – UBS Rogue Trader de la „cea mai mare fraudă din istoria Marii Britanii”,
- Jonathan Browning – fost președinte și CEO al Volkswagen Group of America,
- Steve Holliday – fost CEO al National Grid plc,
- Tim Martin – fondator și Președinte al J D Wetherspoon,
- Simon Nixon – om de afaceri miliardar, co-fondator al Moneysupermarket.com, a renunțat[20],
- John Rishton – fost CEO al Rolls-Royce plc,
- Richard Scudamore – director executiv al Premier League,
- Sir Andrew Witty – fost CEO al GlaxoSmithKline,
- John Timpson – Președinte al Timpson,
- Ruth Yeoh – Director Executiv al YTL Singapore,
- Peter Rice – Președinte al 21st Century Fox.

În politică și servicii publice: 
- Paul Dibb – strateg și fostul Director al Joint Intelligence Organisation,
- Azlan Shah of Perak – al 9-lea Yang di-Pertua Agong din Malaezia (Rege al Malaeziei),
- Jaafar of Negeri Sembilan - al 10-lea Yang di-Pertua Agong din Malaezia (Rege al Malaeziei),
- Jeremy Browne – Ministru de Stat pentru Home Office,
- Anthony Joseph Lloyd – Comisarul pentru Greater Manchester,
- Najib Razak – fost Prim-Ministru al Malaeziei. Totuși, el a fost implicat în mai multe controverse și acuzații de corupție pe parcursul mandatului său.
- Sir John Sawers – fost Șef al MI6,
- Sir John Cyril Smith – Avocat Penal,
- Sir Nigel Sweeney – Judecător la Înalta Curte,
- Mazen Sinokrot – Ministru al Economiei, Teritoriile Palestiniene,
- Michael Dugher – Secretar de Stat din Umbră pentru Cultură, Media și Sport,
- Ahmad Tavakkoli – Politician iranian,
- Divya Maderna – Membru al Adunării Legislative din Rajasthan,
- Tedros Adhanom - Director General al Organizației Mondiale a Sănătății.